# 桃源观 (周宁县)
桃源观，是位于中国福建省宁德市周宁县咸村镇洋中村的一个民国时期古建筑，2016年入选周宁县第四批文物保护单位。
桃源观始建于清朝道光年间，民国三年（1913年）重建，坐南向北，面阔三间19米，进深五柱11.9米，高13米，穿斗抬梁式减金柱硬山顶。由门楼、天井、大厅组成，建筑面积381.5平方米。道观内祀老子、三清等神，保存有六通捐资建造石碑。